# Пам'ятний знак Нестору-літописцю
Пам'ятний знак Нестору-літописцю — пам'ятник київському літописцю Нестору, ченцю Києво-Печерської лаври, який вважається упорядником «Повісті врем'яних літ». Розташований у невеликому сквері, неподалік від Києво-Печерської лаври. Встановлений у 1988 році. Автори — скульптор Фрідріх Согоян, архітектор Микола Кислий.

## Опис
Висічена з сірого граніту постать Нестора з розкритою книгою в руках стоїть на низькому постаменті. Стилістика нагадує іконописні взірці та монументальний живопис храмів із зображенням святих та відзначається лаконізмом і відсутністю деталізації. Загальна висота пам'ятного знаку становить 2,75 м.